# Boeing 747SCA
Boeing 747SCA (расшифровывается как Shuttle Carrier Aircraft) — самолёт для транспортировки космических челноков, созданный путём глубокой модификации Boeing 747-100. В вариант SCA было конвертировано два самолёта, ранее бывших в коммерческой эксплуатации — один Boeing 747-100 и один Boeing 747-100SR. Использовались для перевозки шаттлов от места посадки к стартовому комплексу, располагавшемуся на Мерритт-Айленд, при этом шаттлы крепились над фюзеляжем с помощью специальных загрузочно-разгрузочных устройств. Boeing 747SCA использовались по прямому назначению вплоть до окончания эксплуатации шаттлов в 2011 году.

## История создания
Изначально для транспортировки спейс-шаттлов NASA планировало использовать Lockheed C-5 Galaxy, однако от этих планов пришлось отказаться ввиду особенностей аэродинамической схемы C-5, а также потому что единственным владельцем и эксплуатантом C-5 Galaxy являлись военно-воздушные силы США.

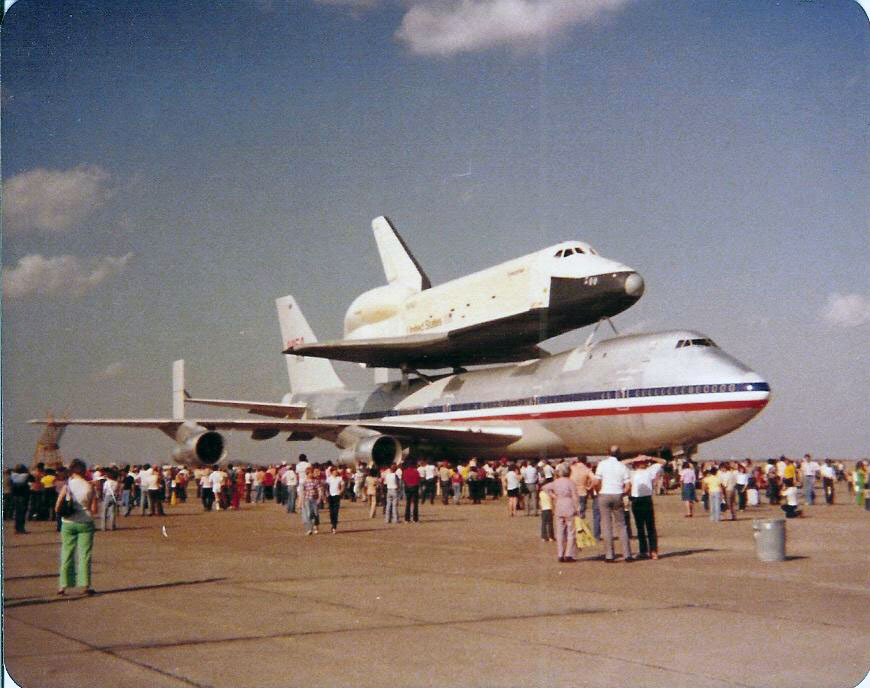
Boeing 747SCA (N905NA) с элементами окраски American Airlines

Первый самолёт Boeing 747-100 с регистрационным номером N905NA был первоначально построен для American Airlines и во время испытаний шаттла Энтерпрайз в 1970-х сохранял элементы окраски первого владельца. Впоследствии в 1974 году он был приобретён Boeing и изначально использовался для тестирований на образование вихрей в лётно-исследовательском центре им. Драйдена и для групповых полётов в строю с Lockheed F-104, включавших в себя симуляцию запуска шаттла. Самолёт подвергся сильной модификации в 1976 году. Места первого класса были сохранены для обслуживающего персонала NASA, но основной пассажирский салон был демонтирован для увеличения дальности полёта. Также был усилен фюзеляж и добавлены вертикальные стабилизаторы. Бортовое радиоэлектронное оборудование и двигатели также были обновлены.
Во время испытательных полётов в 1977 году шаттл Энтерпрайз несколько раз отсоединялся от SCA и возвращался на землю под собственным управлением

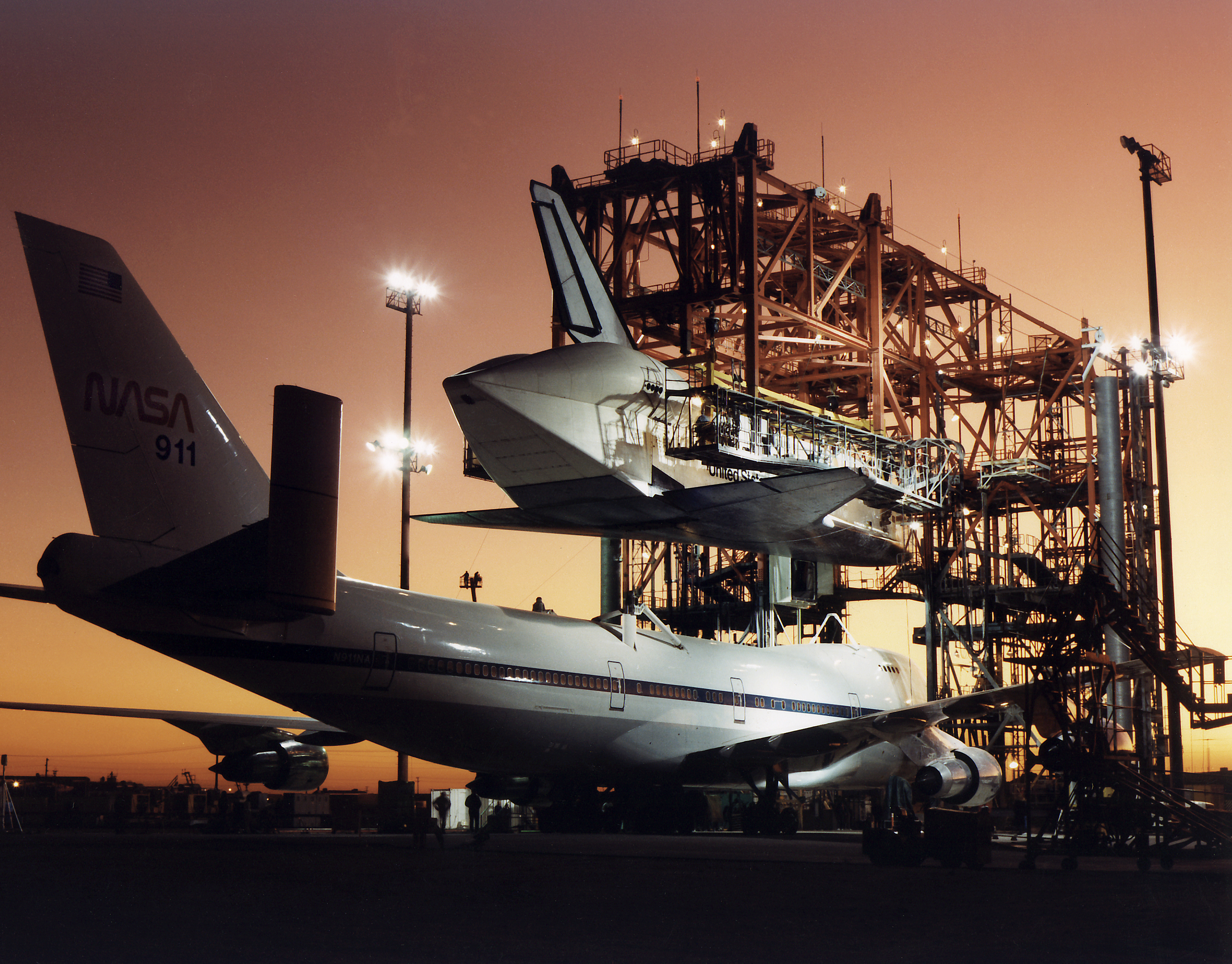
Загрузка шаттла Атлантис на Boeing 747SCA

Дополнительная нагрузка привела к значительному занижению технических характеристик самолёта. Так, максимальная дальность полёта была уменьшена до 1850 км против почти 10 000 км у базовой модели. Без шаттла Boeing 747SCA для нормального полёта был необходим балласт из-за установки дополнительных вертикальных стабилизаторов. Максимальная высота полёта составила 4600 метров. На подготовку полёта с шаттлом уходит приблизительно неделя.
Предлагалось оснастить Boeing 747SCA оборудованием для дозаправки в воздухе, которое уже было установлено на E-4 (воздушный командный пункт на основе Boeing 747-200) ВВС США. Однако во время групповых полётов вместе с дозаправщиком на вертикальном стабилизаторе самолёта были обнаружены трещины, в связи с чем тесты были прекращены.

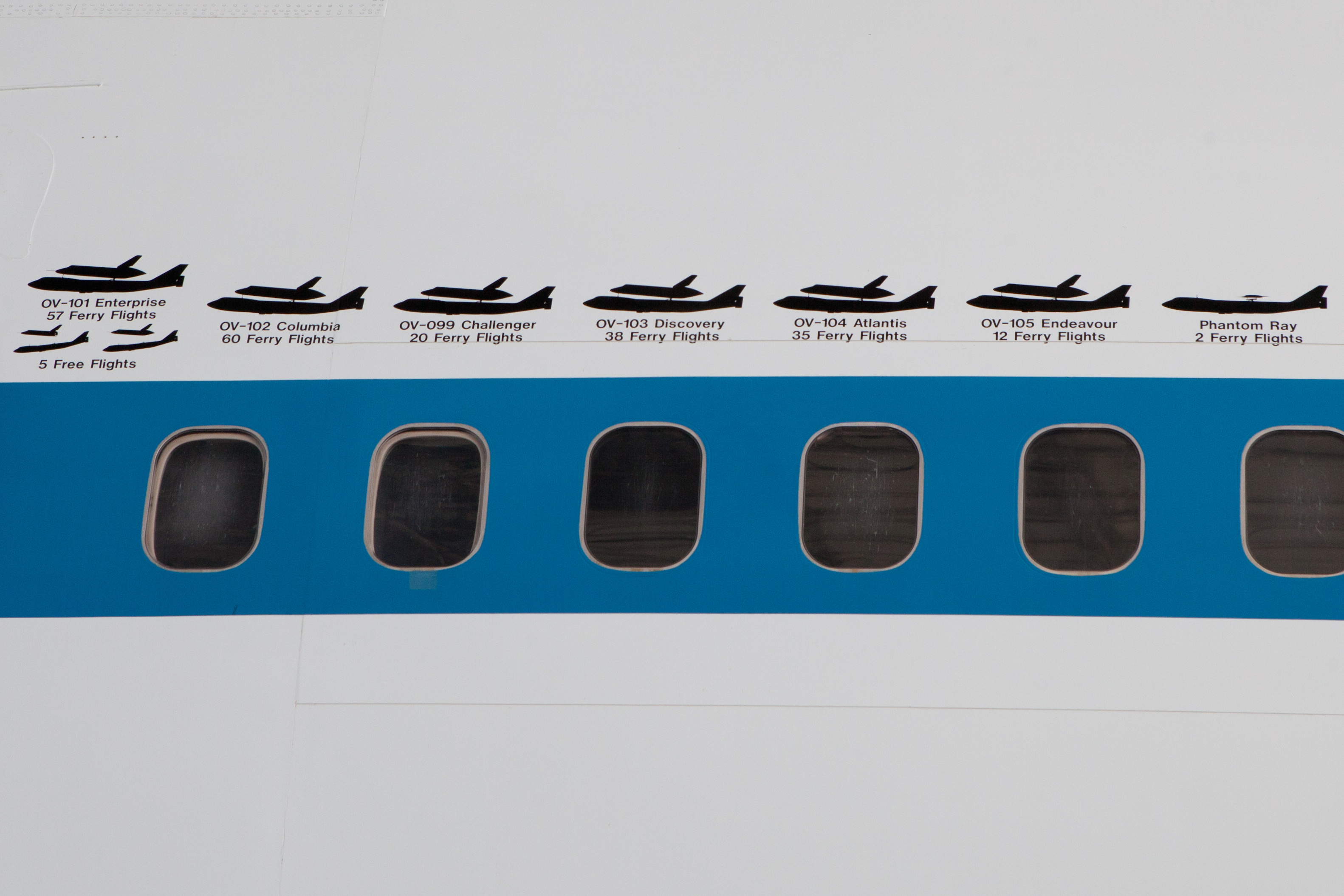
Силуэты шаттлов на корпусе Boeing 747SCA с указанием числа транспортировок каждого из шаттлов

В 1983 году самолёт был перекрашен в цвета NASA. В том же году самолёт совершил тур по Европе и был продемонстрирован на парижском авиасалоне в Ле-Бурже.
В 1988 году в вариант SCA был конвертирован второй самолёт, изначально принадлежавший авиакомпании Japan Airlines. Он получил все те же модификации, что и первый экземпляр. Впоследствии он был зарегистрирован как N911NA и использовался для транспортировки шаттла Индевор.

## Списание и дальнейшая судьба
Один из двух Boeing 747SCA (с регистрационным номером N911NA) был списан 8 февраля 2012 года после выполнения своей последней миссии и используется в качестве источника запасных деталей для другого принадлежащего NASA Boeing 747, летающего по программе SOFIA.
Второй Boeing 747SCA использовался для транспортировки шаттлов в музеи и был списан 24 сентября 2012 года. Изначально его, как и другой экземпляр, планировали использовать в качестве источника запчастей, но после осмотра самолёта инженеры NASA выяснили, что очень малое число деталей может быть использовано в качестве запасных частей ввиду бо́льшей изношенности самолёта (приступил к полётам по программе SCA на 12 лет раньше второго экземпляра), в связи с чем он был превращён в музей. В настоящее время экспонируется в международном аэропорту Эллингтон вместе с макетом шаттла.

## Лётно-технические характеристики
| Экипаж                      | 4 человека: 2 пилота, 2 бортинженера | 4 человека: 2 пилота, 2 бортинженера | 4 человека: 2 пилота, 2 бортинженера |
| Длина                       | 70,5 м                               | 70,5 м                               |                                      |
| Размах крыла                | 59,7 м                               | 59,7 м                               |                                      |
| Высота                      | 19,3 м                               | 19,3 м                               |                                      |
| Масса пустого самолёта      | 144 200 кг                           | 144 200 кг                           |                                      |
| Максимальная взлётная масса | 322 000 кг                           | 322 000 кг                           |                                      |
| Крейсерская скорость        | 0.6 M (735 км/ч)                     | 0.6 M (735 км/ч)                     |                                      |
| Дальность полёта            | 1850 км                              | 1850 км                              |                                      |
| Практический потолок        | 4500 м                               | 4500 м                               |                                      |
| Силовая установка           | 4×PW JT9D-7J                         | 4×PW JT9D-7J                         |                                      |

Источник — Boeing 747-100 Specifications, Boeing Seven Forty-seven.